# Genoks Popjanskis
Genoks Popjanskis (auch Henech Poplansky; * 23. Septemberjul. / 6. Oktober 1920greg. in Riga; † 25. Mai 1958 ebenda) war ein lettischer Fußballspieler.

## Karriere und Leben
Genoks Popjanskis wurde im Jahr 1920 in Riga, in die Familie von Ruvin Hirsch und seiner Frau Freida (geb. Abramsohn) geboren.
Popjanskis spielte in seiner Fußballkarriere für Hakoah Riga. Als Stürmer war er zunächst bis 1939 für die Jugendmannschaft von Hakoah aktiv. Im Frühjahr 1940 debütierte er in der Virslīga, der höchsten lettischen Spielklasse. In der Saison 1939/40 bestritt er mindestens zwei Spiele und erzielte in beiden Spielen Tore.
Als Soldat der Roten Armee überlebte Popjanskis den Zweiten Weltkrieg.

## Weblink
- Lebenslauf bei kazhe.lv (lettisch)